# Fernando Francesco d’Avalos di Pescara

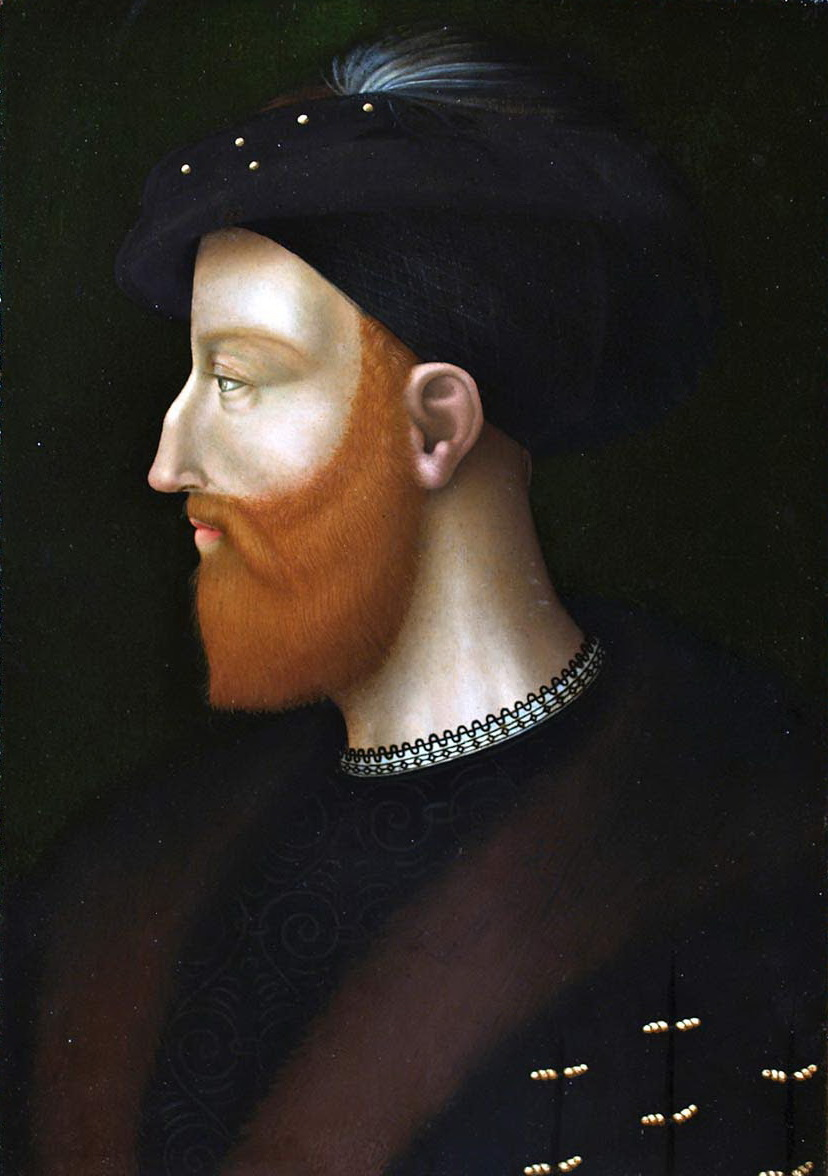
Fernando Francesco d’Avalos

Fernando Francesco d’Avalos, Marchese di Pescara (Markgraf von Pescara) und Vizekönig von Sizilien, genannt auch Ferrante d’Avalos, Marchese von Pescara (* 1489 oder 1490 in Neapel; † 1525 in Mailand) war ein Feldherr Kaiser Karls V. und Befehlshaber der kaiserlich-spanischen Truppen in den Italienfeldzügen.

## Leben
Im Alter von sechs Jahren wurde er mit der 1492 geborenen Tochter des Condottiere Fabrizio Colonna verlobt, welche er am 27. Dezember 1509 in Ischia heiratete. Seine Gemahlin Vittoria Colonna wurde eine berühmte Dichterin.
Seine Eigenschaft als Adliger in Aragon und Neapel sicherte ihm die Unterstützung von Ferdinand von Spanien.
Avalos wurde 1512 als Führer einer leichten Reitereinheit bei Ravenna von den Franzosen verwundet und gefangen genommen, kurze Zeit später aber wieder freigelassen, da einer der vornehmsten französischen Heerführer, der Italiener Gian Giacomo Trivulzio, der an Avalos Hochzeit teilgenommen hatte, ihm die Freilassung gegen ein Lösegeld von 6.000 Dukaten ermöglichte.
1513 kämpfte er mit Auszeichnung unter Ramón Folch de Cardona bei Vicenza und führte in der Schlacht von La Motta am 7. Oktober 1513 die spanische Infanterie. Avalos schlug die Venezianer unter Lautrec und eroberte am 24. November 1521 Mailand. 1522 kämpfte er siegreich gegen die französischen Truppen bei Bicocca.
Als Karl V. statt seiner Prospero Colonna zum Oberbefehlshaber ernannte, fühlte Ávalos sich übergangen und begab sich nach Valladolid, um sich persönlich beim Kaiser zu beschweren. Karl V. beschwichtigte den zornigen General und versicherte sich seiner Loyalität.
Als Franz I. 1525 erneut in Italien einmarschierte, erhielt Ávalos vom Kaiser persönlich den Auftrag, die Franzosen aus Norditalien zu vertreiben. Trotz aller Widrigkeiten – Mangel an Sold und Nachschub – gelang es ihm, im Januar 1525 den französischen Vorposten bei San Angelo einzunehmen und deren Verbindungslinie zwischen Mailand und Pavia zu trennen.

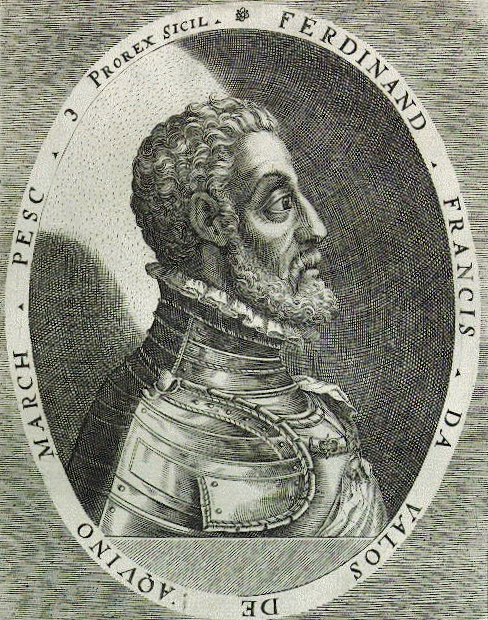
Fernando Francesco d’Avalos

Am 24. Februar 1525 führte er in der Schlacht von Pavía einen verwegenen Angriff von Arkebusieren und Reitern und trug damit entscheidend zum vernichtenden Sieg über die Franzosen bei. Nach dem Sieg, durch eine erneute Verwundung wieder auf das Krankenlager gefesselt, wurde er endgültig zum Obergeneral der kaiserlichen Armee in Italien ernannt.
Im irrtümlichen Glauben, Avalos sei bei Kaiser Karl in Ungnade gefallen, versuchte Girolamo Morone, Sekretär des Fürsten von Mailand, den Feldherrn zu überzeugen, Italien von Franzosen, Spaniern und Deutschen endgültig zu reinigen und versprach ihm dafür den Thron. Mehrere italienische Fürsten, so Papst Clemens VII. und Herzog Francesco Maria Sforza von Mailand, suchten Avalos ebenfalls auf und versuchten, ihn zur Verschwörung zu gewinnen. Pescara blieb jedoch loyal und ging nur scheinbar auf diese Pläne ein, um die Einzelheiten anschließend dem Kaiser Karl V. zu berichten.
Fernando Francesco d’Avalos, Marchese di Pescara, starb an den Folgen seiner Kriegsverletzungen am 30. November desselben Jahres (nach anderen Angaben am 4. November oder 3. Dezember 1525). Er liegt in San Domenico Maggiore bei Neapel begraben. Da er keine eigenen Nachkommen hatte, vererbte er seine Titel und Lehen an seinen Neffen Alfonso d’Avalos, Marqués del Vasto, ebenfalls ein kaiserlicher General.

## Fortleben
Conrad Ferdinand Meyer verewigte das politische Schicksal des Fernando Francesco d’Avalos in der Novelle Die Versuchung des Pescara (Erstausgabe Leipzig 1887).